# Ichthyophis bannanicus
Ichthyophis bannanicus és una espècie d'amfibis gimnofions de la família Ichthyophiidae. Habita a la Xina i, possiblement Laos, Myanmar i el Vietnam. El seu hàbitat natural inclou boscos tropicals o subtropicals secs a baixa altitud, rius, corrents intermitents d'aigua, plantacions, jardins rurals, zones prèviament boscoses ara molt degradades, terres d'irrigació i terra cultivable inundada per estacions. Està amenaçada d'extinció per la pèrdua del seu hàbitat natural.